# Notostaurus larensis
Notostaurus larensis är en insektsart som beskrevs av Soltani 1978. Notostaurus larensis ingår i släktet Notostaurus och familjen gräshoppor. Inga underarter finns listade i Catalogue of Life.